# Phlomis cytherea
Phlomis cytherea là một loài thực vật có hoa trong họ Hoa môi. Loài này được Rech.f. miêu tả khoa học đầu tiên năm 1967.